# Butwal
Butwal er en by i det sydlige Nepal, med et indbyggertal (pr. 2005) på cirka 92.000. Byen ligger i Rupandehi-distriktet, tæt ved grænsen til nabolandet Indien.
27°42′N 83°27′Ø / 27.700°N 83.450°Ø